# Watom
Watom est une île de Papouasie-Nouvelle-Guinée située dans la mer de Bismarck, à environ 9 km au large de la péninsule de Gazelle dans l'île de Nouvelle-Bretagne. Administrativement, elle fait partie du district de Rabaul dans la province de Nouvelle-Bretagne orientale.

## La culture Lapita
En 1909, un prêtre allemand, le père Otto Meyer, qui venait d'établir une mission sur l'île, remarque après un orage des tessons de poterie décorée. Ces tessons furent apportés au musée de l'Homme de Paris, où on les oublia pendant des dizaines d'années. 
Après la Seconde Guerre mondiale, des archéologues découvrent des céramiques similaires dans des îles dispersées sur un vaste arc allant de la Nouvelle-Guinée aux îles Tonga et Samoa. Ils les nomment "Lapita", d'après le site d'une fouille en Nouvelle-Calédonie. La datation au carbone révéla que les sites les plus anciens remontaient à environ 3 500 années avant l'époque actuelle soit 1500 av. J.-C.
Les tessons de Watom sont donc la première découverte de témoignages de cette culture Lapita.